# Ndop
Ndop – miasto w Kamerunie, w Regionie Północno-Zachodnim, stolica departamentu Ngo-Ketunjia. Liczy około 49,8 tys. mieszkańców.